# 第32回選抜高等学校野球大会決勝
第32回選抜高等学校野球大会決勝（だい32かいせんばつこうとうがっこうやきゅうたいかいけっしょう）は、1960年4月8日に甲子園球場において高松商業（四国・香川県）と米子東（中国・鳥取県）の間で行われた第32回選抜高等学校野球大会の決勝戦である。

## 試合概要
第32回選抜高等学校野球大会の決勝戦は、大会前から優勝候補の一角に挙げられていた高松商と山陰地方の高校として、春夏通じて初めて決勝に進出した米子東の対戦となった。試合は両校のエース、高松商の2年生左腕・松下利夫（のち四国電力）と米子東の右腕・宮本洋二郎（のち巨人ほか）の投手戦となった。4回表に米子東が一死一・二塁から宮本の二塁打で1点を先制。その裏、高松商は二死三塁からパスボールで1-1の同点に追いついたが、その後は両校とも相手投手を攻略できず無得点が続いた。
そして膠着状態の中で迎えた9回裏の高松商の攻撃。この回の先頭打者、主将の山口富士雄（のち阪急→大洋）がカウント2-1から放った打球はレフトのラッキーゾーンに飛び込み、春夏通じて初めての優勝決定サヨナラ本塁打となった。高松商は第1回選抜中等学校野球大会以来2度目の選抜大会優勝である。

### スコア
|        | 1 | 2 | 3 | 4 | 5 | 6 | 7 | 8 | 9  | R | H | E |
| ------ | - | - | - | - | - | - | - | - | -- | - | - | - |
| 米子東 | 0 | 0 | 0 | 1 | 0 | 0 | 0 | 0 | 0  | 1 | 1 | 2 |
| 高松商 | 0 | 0 | 0 | 1 | 0 | 0 | 0 | 0 | 1x | 2 | 5 | 3 |

1. （米）：宮本 - 清水
2. （高）：松下 - 松田
3. 審判
［球審］山本英
［塁審］鈴木、岩中、小西
4. 試合時間：2時間12分

### 出場選手
| 米子東 | 米子東 | 米子東            |
| 打順   | 守備   | 選手              |
| ------ | ------ | ----------------- |
| 1      | [遊]   | 常藤幸治（2年）   |
| 2      | [三]   | 松本勝彦（3年）   |
| 3      | [一]   | 吹野勝（3年）     |
| 4      | [捕]   | 清水賢（3年）     |
| 5      | [中]   | 直江輝昭（3年）   |
| 6      | [投]   | 宮本洋二郎（3年） |
| 7      | [二]   | 細川幸男（3年）   |
| 8      | [左]   | 細田俊次（2年）   |
| 9      | [右]   | 矢滝伸高（2年）   |

| 高松商 | 高松商 | 高松商            |
| 打順   | 守備   | 選手              |
| ------ | ------ | ----------------- |
| 1      | [中]   | 小泉俊一（3年）   |
| 2      | [三]   | 中山泰三（2年）   |
| 3      | [遊]   | 山口富士雄（3年） |
| 4      | [右]   | 滝口紘史（3年）   |
| 5      | [捕]   | 松田正和（3年）   |
| 6      | [二]   | 石村稠（3年）     |
| 7      | [投]   | 松下利夫（2年）   |
| 8      | [一]   | 米沢武（2年）     |
|        | 一     | 紀井信行（3年）   |
| 9      | [左]   | 赤沢克昭（3年）   |

## その後
- 高松商は翌1961年の第33回選抜高等学校野球大会でもエース松下で2年連続決勝進出し準優勝している。準決勝では米子東と再戦し、4-1で勝利している。両校は1965年の第37回選抜高等学校野球大会2回戦でも対戦し、4-0で高松商が勝利している。
- 米子東創立100周年、高松商創立100周年、米子東野球部創部110周年の際には記念試合で対戦した。試合はいずれも高松商が勝利している。